# ミュリディズム
ミュリディズム（ロシア語：Мюридизм）とは、チェチェン人、ダゲスタン人等、カフカース山岳諸民族中に広まるイスラム神秘主義の一派。1785年から1787年のチェチェン蜂起の指導者マンスルが提唱した。教義は、クルアーンとシャリーアに基づくだけではなく、カフカース諸民族の伝統、習慣が組み合わさっている。
古典的なスーフィズムとの違いは、スーフィズムが人間の内面に訴えるのに対して、ミュリディズムは政治色が強く、社会公正、平等、同胞愛を強調している。異教徒への服従を禁じており、異教徒との戦いの際には、ガザヴァート（газават、「ジハード、聖戦」）を布告する。